# 윌오더위스프

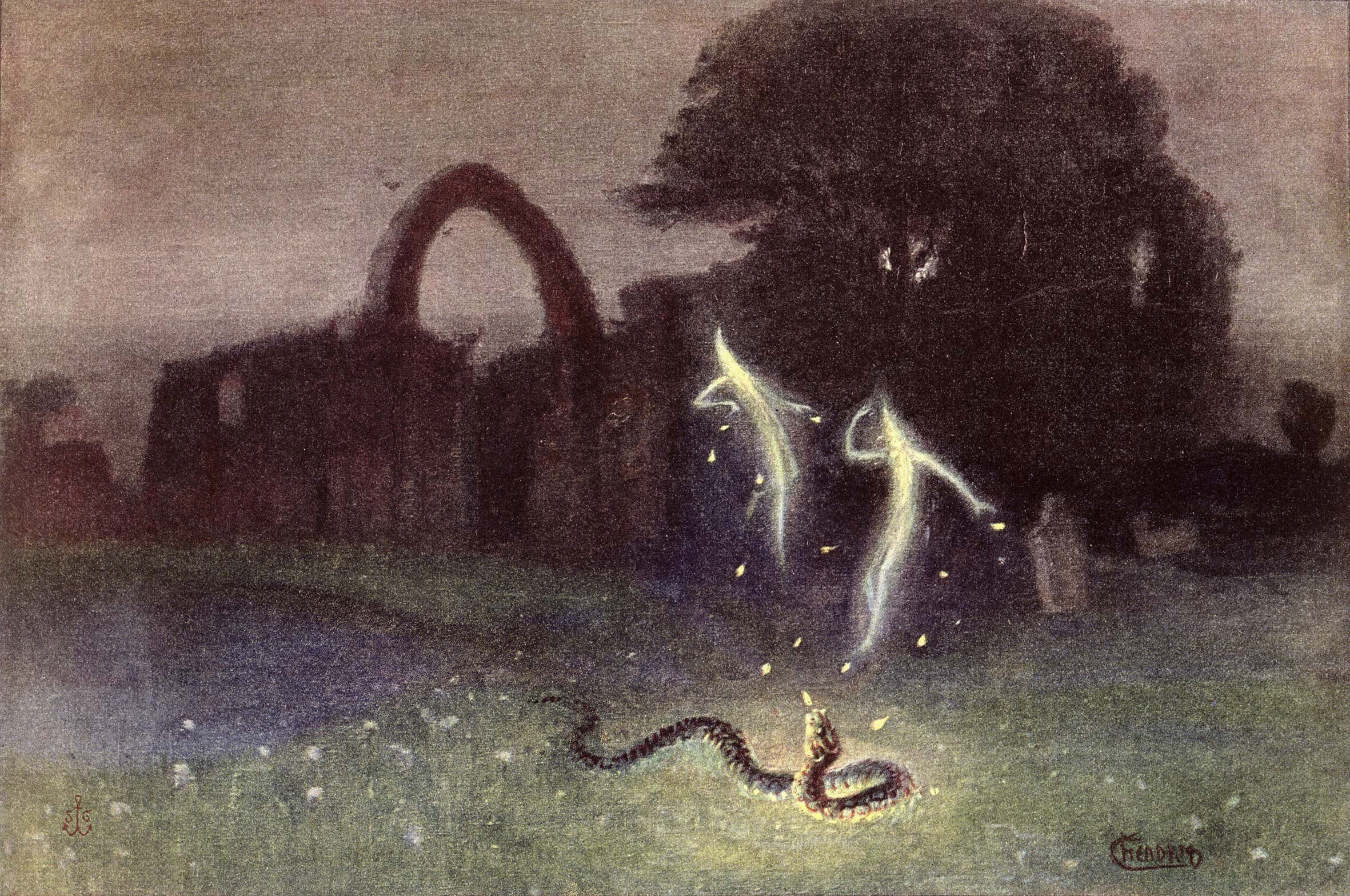

윌오더위스프(영어: will-o'-the-wisp)는 세계 각지에 존재하는 도깨비불 전승의 이름 중 하나이다. 밤의 호수 부근이나 무덤 등에 출몰한다. 근처를 지나는 행인의 앞에 나타나 위험한 길로 초대하게 된다. 정체는 승천하지 못하고 이승을 방황하는 영혼 등이다.

## 같이 보기
- 푸 파이터
- 여우불
- 시라누이
- 세인트 엘모의 불